# Hotel Transsilvània 2
Hotel Transsilvània 2 és una pel·lícula de fantasia, una comèdia animada en format 3D produïda per Sony Pictures Animation. És la seqüela de la pel·lícula de 2012, Hotel Transsilvània. Està dirigida per Genndy Tartakovsky i escrita per Robert Smigel i Adam Sandler. L'elenc de la pel·lícula inclou Adam Sandler, Andy Samberg i Selena Gomez, entre d'altres.
Hotel Transsilvània 2 se situa set anys després de la primera pel·lícula, amb l'hotel ara obert als hostes humans. Mavis i Johnny tenen un fill petit anomenat Dennis, la falta d'habilitats de vampir del qual preocupen al seu avi Dràcula. Quan Mavis i Johnny visiten els pares de Johnny, Dràcula crida els seus amics per ajudar a fer de Dennis un vampir. No obstant això, la inesperada visita del pare odiahumans de Dràcula, Vlad, aviat posarà les coses del revés. La pel·lícula es va estrenar el 25 de setembre del 2015 per Columbia Pictures. Hotel Transsilvània 2 va establir un nou rècord de taquilla al setembre, amb una recaptació de 48,5 milions de dòlars en un cap de setmana. S'ha doblat i subtitulat al català.

## Argument
Un temps després de la primera pel·lícula, Mavis i el seu xicot Johnny ara estan casats, amb l'aprovació del seu pare Dràcula i el món s'adona (sense immutar-se) de l'existència dels monstres. Mavis, una nit mentre volava i jugava amb els núvols, revela a Drac que està embarassada i un any més tard, dona a llum un nen anomenat Dennis, que es fa amic de la filla d'en Wayne, Winnie. Apropant-se al seu cinquè aniversari, a Dennis encara no li creixen els ullals i a Drac li preocupa que el seu net podria no tenir poders de vampir. En adonar-se dels perills de Transsilvània, Mavis comença a considerar emportar-se Dennis on Johnny va créixer, amb la desaprovació de Drac.
Drac li diu a Johnny (ja que no vol sortir de l'hotel) que porti a Mavis a Califòrnia per visitar els sogres, Mike i Linda, però per assegurar-se que es mantindrà distreta, deixa a Drac la cura de Dennis. Drac ajunta els seus amics, Frank, Wayne l'home llop, Griffin l'home invisible, Murray la mòmia i Blobby el Blob, per ajudar a entrenar Dennis a convertir-lo en un monstre, però sense gens d'èxit. Drac, llavors, duu a Dennis a un campament d'estiu, on aprèn a perfeccionar les habilitats de vampir, i descobreix que el campament és segur, ja que era el mateix de quan ell hi va ser de jove. Fora del campament, Drac llança sense avisar-lo, a Dennis des d'una alta torre inestable per a obligar-lo a transformar-se d'una vegada, però el rescata a l'últim segon. L'escena és filmada pels campistes i pujada a internet, i així finalment arriba a Mavis i Johnny, que decideixen tornar ràpidament a Transsilvània. Sense vols disponibles, Mavis vola per l'espai directament a Transsilvània carregant a Johnny. El grup de Drac arriba a l'hotel un parell de segons després de Mavis (Dràcula crida a Mavis i capta el seu evident enuig cap a ell; i baixa el telèfon per trobar-la còmicament davant seu amb la mateixa mirada furiosa), ella iradament renya al seu pare per posar Dennis en greu perill i per la seua incapacitat a acceptar que Dennis és un ésser humà, i aquest li promet que sortirà de l'hotel després del seu cinquè aniversari, el proper dimecres.
Mavis es molesta amb el comportament del seu avi i mentre la família es baralla, Dennis fuig de l'hotel (seguit per Bela) i entra al bosc amb Winnie; s'amaguen a la casa de l'arbre, però són atacats per Bela, que havia planejat prendre Winnie i el net de Vlad com a ostatges, a la Winnie per estar aliada amb un humà, i a Dennis per ser meitat humà; i el que és pitjor, vol destruir l'hotel. Winnie, però, mossega la mà a Bela i aquest la llança contra el terra. Dennis, molt enfurismat, fa que se li manifestin els ullals i els seus poders, i finalment es transforma en un veritable vampir. Bela el deixa anar i Dennis li rugeix i el llança contra un arbre. Bela també rugeix i crida als seus sequaços ratpenats gegants. En aquest moment, Dennis ajuda a aixecar-se a la Winnie, però Bela segueix en peus i els llança una roca gran, però Dennis, encara furiós, destrueix la roca, es transforma en ratpenat i amb una increïble força combat contra Bela. Mavis i Drac troben a Dennis barallant-se, i veuen feliços que ara Dennis té poders. En acabant, Dennis li dona un cop de puny potent que el llança contra la paret del camp de tennis; després Dennis torna a ser com era i la família el troba alegre i bé. Moments després, Dennis detecta amb els seus poders que la colla de Bela s'acosta, llavors torna a transformar-se i lluita contra ells. Mavis i Drac s'uneixen a la baralla: Drac colpeja a uns quants i després atura amb els seus poders una onada que ve cap a ell; es fa a un costat i desactivant-los l'efecte aquests xoquen entre si. Un dels ratpenats gegants està a punt d'atrapar a Dennis, però Mavis el copeja. Després s'enfronta a altres dos gegants i es transforma en un ratolí; els espanta i els tira unes pedres al damunt amb els seus poders. Murray, Frank, Wayne, Blooby i els altres monstres s'uneixen a la batalla; Frank, furiós, n'aixafa un amb els punys; Wayne salta sobre un altre i li mossega a l'orella, però aquest el tira a terra i dos més n'apareixen per a atacar-lo; en aquest moment, però, crida als seus 300 fills homes perquè es llancin sobre ells i comencen a mossegar-los. Vlad arriba en aquest moment i veu com tots els seus servents estan atacant la seva família. Finalment, derroten a tots els ratpenats cérvols. Dennis, feliç perquè ja és un monstre, li pregunta al seu avi si és cool, i aquest li respon que és perfecte tal com és. Llavors, Mavis decideix que és millor tenir Dennis a Transsilvània; després Winnie apareix i llepa alegrement a Dennis, però, uns segons després, Bela torna a aparèixer, pren una estaca i tracta de matar a Johnny, però en aquest moment Vlad hi arriba, molt enfadat amb el seu servent per haver intentat atacar al seu besnet, li diu: "No et tornis a apropar a mi, ni a la meva família, mai", llavors l'encongeix a una mida diminuta. Bela tracta de fugir, però és acorralat pels fills de Wayne, que l'agafen i comencen a llepar-lo sense parar. Drac li diu a Vlad que ha salvat a un humà, i Vlad diu que li és igual si no controlava els ullals. Finalment, la festa a l'Hotel Transsilvània es reprèn i acaba amb tots ballant.

## Repartiment
Família Dràcula:
- Adam Sandler, com a Drac, el Comte Dràcula, propietari i gerent de l'Hotel Transsilvània, pare de Mavis i ara avi de Dennis.
- Andy Samberg, com a Johnny, l'espòs humà de Mavis, casat amb ella i ara pare de Dennis.
- Selena Gomez, com a Mavis, filla d'en Dràcula, i ara mare de Dennis, esposa de Johnny i neta de Vlad.
- Asher Blinkoff, com a Dennis "Dennisovich", fill de Mavis i Johnny; és meitat humà, meitat vampir.
- Mel Brooks, com a Vlad, pare de Dràcula, avi de Mavis i ara besavi.
- Rob Riggle, com a Bela, servent de Vlad.

Amics de Dràcula:
- David Spade, com a Griffin (l'Home Invisible), un dels millors amics de Dràcula.
- Keegan-Michael Key, com a Murray (la Mòmia), un dels millors amics del Comte Dràcula.
- Kevin James, com a Frank (el Monstre de Frankenstein), un dels millors amics de Dràcula.
- Steve Buscemi, com a Wayne (l'home llop), un dels millors amics de Dràcula.
- Jonny Salomó, com a Blobby, un monstre gelatinós verd. Blobby està basat en el monstre de la pel·lícula The Blob.
- Fran Drescher, com a Eunice, l'esposa de Frank.
- Molly Shannon, com a Wanda, dona lloba, esposa de Wayne.
- Sadie Sandler, com a Winnie, filla de Wayne i Wanda, la millor amiga de Dennis.

Família de Johnny:
- Nick Offerman, com a Mike, el pare de Johnny.
- Megan Mullally, com a Linda, la mare de Johnny.

Secundaris:
- Dana Carvey, com a Dana, el director del campament vampir.
- Jon Lovitz, com a Erik (Fantasma de l'Òpera), músic residencial de l'Hotel Transsilvània.
- Chris Parnell, com a Fly, instructor de fitness de l'Hotel Transsilvània.

## Recepció
En Rotten Tomatoes, la pel·lícula va rebre una classificació del 55%, basada en 100 crítiques, amb una puntuació mitjana de 5,2 / 10. El consens del lloc diu: "Hotel Transsilvània 2 és marginalment millor que l'original, i això fa que sigui prou per recomanar veure 89 minuts d'acudits cursis acoloridament animats d'Adam Sandler i companyia.

## Seqüela
El 2 de novembre del 2015 Sony Pictures va anunciar que Hotel Transsilvània 3 s'estrenaria el juny del 2018.